# Tornmikromossa
Tornmikromossa (Cephaloziella elachista) är en levermossart som först beskrevs av Gott. och Gottlob Ludwig Rabenhorst, och fick sitt nu gällande namn av Victor Félix Schiffner. Tornmikromossa ingår i släktet mikromossor, och familjen Cephaloziellaceae. Arten är reproducerande i Sverige.